# Joel Bwalya
Joel Bwalya (ur. 24 października 1972) – zambijski piłkarz występujący na pozycji pomocnika.

## Kariera klubowa
Bwalya karierę rozpoczynał w 1989 roku w Mufulirze Wanderers. W 1991 roku przeszedł do belgijskiego Cercle Brugge, grającego w pierwszej lidze. W trakcie sezonu 1993/1994 odszedł do drugoligowego KRC Harelbeke. W sezonie 1994/1995 awansował z nim do pierwszej ligi. W 1996 roku wrócił do nadal pierwszoligowego Cercle. W sezonie 1996/1997 spadł z nim do drugiej ligi, a w 1999 roku zakończył karierę.

## Kariera reprezentacyjna
W reprezentacji Zambii Bwalya zadebiutował 15 marca 1990 w wygranym 1:0 meczu o 3. miejsce Pucharu Narodów Afryki z Senegalem. W 1994 roku znalazł się w drużynie na Puchar Narodów Afryki. Zagrał na nim w spotkaniach ze Sierra Leone (0:0), Mali (4:0) i Nigerią (1:2), a Zambia zajęła 2. miejsce w turnieju.
W 1996 roku Bwalya ponownie został powołany do kadry na Puchar Narodów Afryki. Wystąpił na nim w meczach z Algierią (0:0) i Burkina Faso (5:1, gol), a Zambia zakończyła turniej na 3. miejscu. Od 1990 do 1997 rozegrał w kadrze narodowej 20 meczów i strzelił 1 gola.